# オトナになりたい
『オトナになりたい』は、1995年4月3日から1999年3月29日まで名古屋テレビで放送されたバラエティ番組。放送時間は毎週月曜 23:25 - 23:55 (JST) 。

## 概要
女の子たちの本音や素顔を見せることをコンセプトにしていた深夜番組で、出演者には10代のタレントの卵たちを多く起用していた。彼女たちは番組内で「マンデーチルドレン」、略して「マンチル」と呼ばれていた。司会は清水圭が担当。ほか、毎回1組のゲストコメンテーターが出演していた。
番組はマンデーチルドレンたちがスタジオでクイズやゲームに興じる企画を実施していたほか、屋外でのロケ企画もたびたび敢行していた。主な企画に、視聴者の悩みに答える「マンチル人生相談室」や、グアム旅行を賭けて隠し芸を披露しあう「季節はずれのかくし芸大会」、度胸試しをする「度胸!肝っ玉スペシャル」などがあった。
番組は4年間にわたって放送され続けたが、テレビ朝日系全国ネットの深夜番組放送枠『ネオバラエティ』が名古屋テレビでも同時ネット化したことによって終了した。

## 出演者

### 司会
- 清水圭

### アナウンサー
- 佐藤裕二

### 主な番組出身タレント
- 相沢しの - 1997年12月から1998年3月まで出演。
- 磯部悦子
- 水野裕子
- 大山ルミ
- 原田梓帆 - 1997年10月から1999年3月まで出演。
- 松丸裕子
- 三原珠紀
- 山田花子 - 放送初期にマンデーチルドレンの一員として参加していた。当時番組が始まる前に流れていたジャンクションでは、山田が顔を画面いっぱいに大写しにした状態で登場し、「このあとは『オトナになりたい』…」と叫んでいた。山田の年齢表示は無く、「（？）」と表記されていた。